# Danilo Kalafatović
Danilo Kalafatović (v srbské cyrilici Данило Калафатовић; 27. října 1875, Konarevo, Srbsko - 1946, Moosburg an der Isar, Německo) byl generál Jugoslávské armády a po odstoupení Dušana Simoviće i krátce předseda vrchním velitel jugoslávských vojsk.
Kalafatović pocházel z vojenské rodiny a kromě Srbska studoval vojenství také i ve Francii. Účastnil se i bojů v balkánských válkách, a také v první světové válce, kde byl náčelníkem štábu II. moravské divize. Rovněž byl předsedou Výboru pro vylodění ve Valoně. Po skončení konfliktu působil nějakou dobu jako vojenský expert ve Francii
Velel armádě v závěru tzv. dubnové války, kterou monarchie vstoupila do druhé světové války. Až do konce války byl internován v německém zajateckém táboře.